# Bufoceratias shaoi
Bufoceratias shaoi is een straalvinnige vissensoort uit de familie van diceratiden (Diceratiidae). De wetenschappelijke naam van de soort is voor het eerst geldig gepubliceerd in 2004 door Pietsch, Ho & Chen.